# 2014년 동계 올림픽 인도 선수단
2014년 동계 올림픽 올림픽 인도 선수단은 2014년 2월 7일부터 2월 23일까지 러시아 소치에서 개최된 2014년 동계 올림픽에 참가한 올림픽 인도 선수단이다. 선수단은 선수 3명으로 구성되어 있다.
2012년 12월 인도 올림픽 협회가 인도 정부의 간섭을 받고 있던 사실이 문제가 되어 국제 올림픽 위원회(IOC)로부터 자격 정지 처분을 받은 상태였기 때문에 개막식에서는 올림픽기를 앞세우고 독립 선수단이라는 이름으로 입장했다. 2014년 2월 11일 IOC가 인도 올림픽 협회에 대한 자격 정지 처분을 해제하여 인도라는 이름과 인도의 국기를 달고 경기에 참석할 수 있게 되었다.